# Rendalen
Rendalen is een gemeente in de Noorse provincie Innlandet. De gemeente telde 1858 inwoners in januari 2017. Het gemeentebestuur zetelt in het dorp Bergset. Het is in oppervlakte de grootste gemeente van Hedmark.  

## Ligging
Rendalen ligt in de noordelijke helft van Hedmark. De gemeente grenst in het noorden aan de gemeenten Alvdal, Tynset en Tolga. Ten oosten ligt Engerdal, in het zuiden Trysil en Åmot en ten het westen ligt Stor-Elvdal. 
De Glomma stroomt door het westen van de gemeente. In het noorden, op de grens met Alvdal ligt de Jutulhogget, een kloof met een lengte van 2,4 kilometer. Het oosten is bergachtig en vrijwel onbevolkt.

## Vervoer
Langs de Glomma loopt Rørosbanen, de spoorlijn van Hamar naar Trondheim met een station in Hanestad. Parallel aan het spoor loopt riksvei 3 de belangrijkste weg in dit deel van Hedmark. Voor de gemeente zelf is fylkesvei 30 de belangrijkste weg.

## Plaatsen in de gemeente

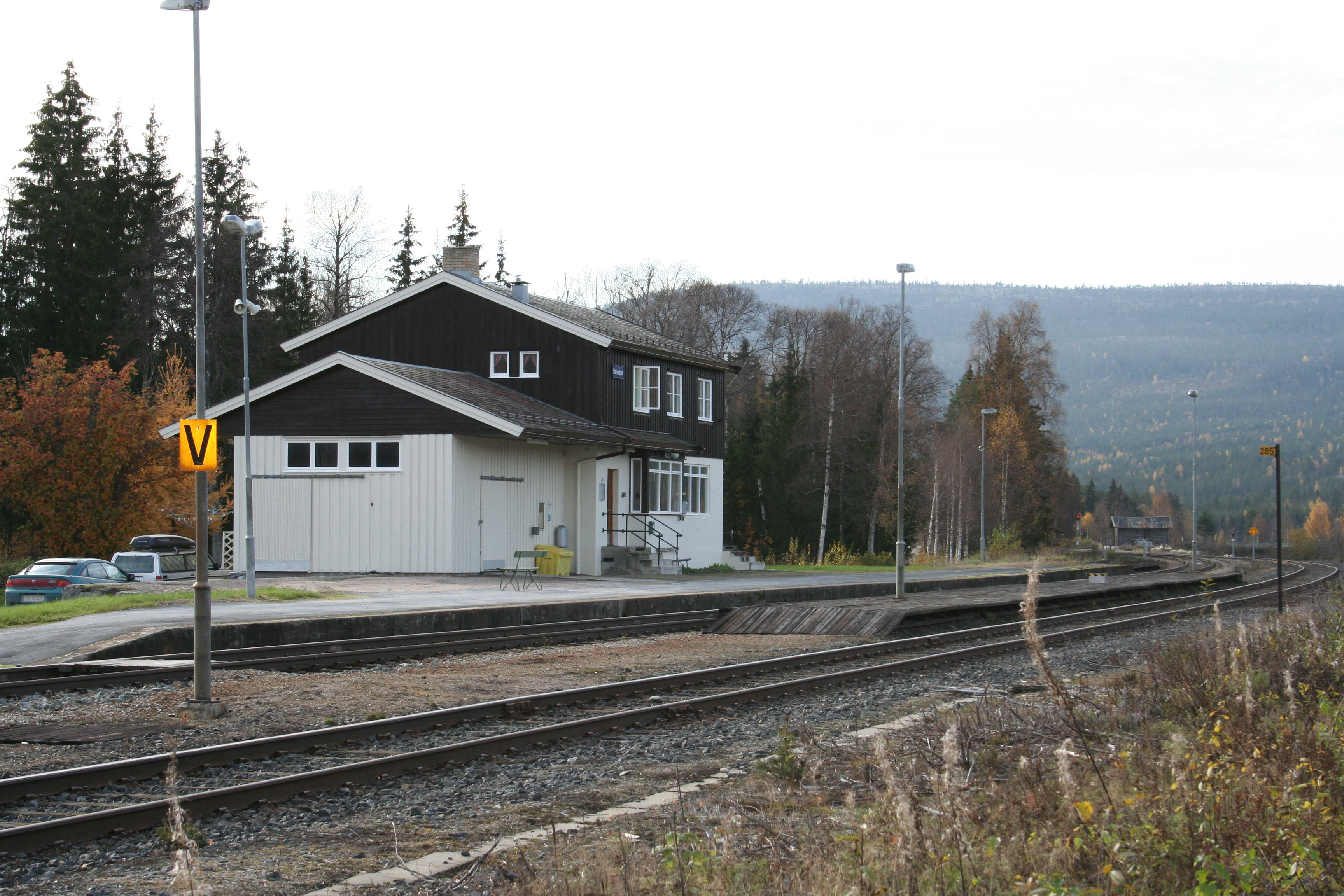
Station Hanestad

- Åkrestrømmen
- Bergset
- Hanestad
- Otnes

Alvdal · Dovre · Eidskog · Elverum ·  Engerdal · Etnedal · Folldal · Gausdal · Gjøvik · Gran · Grue ·  Hamar · Kongsvinger · Lesja · Lillehammer · Lom ·  Løten · Nord-Aurdal · Nord-Fron · Nord-Odal · Nordre Land · Os · Østre Toten · Øyer · Øystre Slidre · Rendalen · Ringebu · Ringsaker · Sel · Skjåk · Stange · Stor-Elvdal · Søndre Land · Sør-Aurdal · Sør-Fron · Sør-Odal · Tolga · Trysil · Tynset · Vågå · Våler · Vang · Vestre Slidre · Vestre Toten · Åmot · Åsnes

Fylker van Noorwegen